# Rhimphoctona grandis
Rhimphoctona grandis är en stekelart som först beskrevs av Etienne Laurent Joseph Hippolyte Boyer de Fonscolombe 1852.  Rhimphoctona grandis ingår i släktet Rhimphoctona och familjen brokparasitsteklar. Arten är reproducerande i Sverige. Inga underarter finns listade i Catalogue of Life.